# Сезя
Сезя (устар. Сезия) — река в России, протекает по Лешуконскому району Архангельской области. Длина реки составляет 48 км.
Начинается из болота глубиной 2 метра. Течёт в северном направлении через елово-берёзовую и сосново-еловую тайгу. Устье реки находится в 143 км по левому берегу реки Кыма на высоте 86,7 метра над уровнем моря.

## Данные водного реестра
По данным государственного водного реестра России относится к Двинско-Печорскому бассейновому округу, водохозяйственный участок реки — Мезень от истока до водомерного поста у деревни Малонисогорская. Речной бассейн реки — Мезень.
Код объекта в государственном водном реестре — 03030000112103000045555.